# Andreas Žampa
Andreas Žampa, född 13 augusti 1993, är en slovakisk alpin skidåkare som ingick i det slovakiska lag som vann silver i lagtävlingen vid världsmästerskapen i alpin skidsport 2017.
Žampa deltog vid olympiska vinterspelen 2014 där hans bästa placering blev 32:a platsen i storslalom. Han är yngre bror till Adam Žampa som också tävlar i alpin skidåkning.